# Prionotus carolinus
Prionotus carolinus är en bottenfisk i familjen knotfiskar (Triglidae) som finns i västra Atlanten. 

## Utseende
Prionotus carolinus har en avlång kropp med stort, benklätt huvud, blå ögon och talrika taggar. Pannan är konkav och skyffelliknande. Bröstfenornas tre nedersta fenstrålar är fria, och används till födosök och för att promenera på bottnen. Färgen är gråaktig till rödaktig på den övre delen, ljusare under. Kinderna är svarta. De stora och rundade bröstfenorna är rödbruna med nästan svart bas och gråvit yttre/nedre kant, medan bukfenorna är vita. Den främre, triangulära ryggfenan som har en svart fläck består enbart av taggstrålar, medan den bakre är avlång och mjukstrålig. Arten kan bli 38 cm lång.

## Vanor
Arten är främst en bottenfisk som emellertid tidvis kan vistas vid ytan. Den föredrar sandiga bottnar på ett djup mellan 15 och 150 m Den tenderar att undvika salthalter under 20 ‰, men ungfiskar kan förekomma i flodmynningar. Födan består främst av märlkräftor, kommaräkor (ordningen Cumacea), fisk och fiskrom. Den kan också ta bläckfisk, krabbor och musslor samt mindre mängder sjögräs. Likt många knotfiskar kan den kväka när den tas upp ur vattnet.

### Fortplantning
Könsmognad uppnås vid en ålder av 2 till 3 år, och lektiden infaller under juli till början av september, vissa individer ända till november. Äggen är mellan 0,2 och 1 mm i diameter, och kläcks efter drygt 2 dygn.

## Betydelse för människan
Ett mmindre, kommersiellt fiske sker. Fisken säljs både färsk och frusen, och används dessutom till fiskmjöl och agn. Av rommen tillverkas kaviar.

## Utbredning
Prionotus carolinus finns i västra Atlanten från Nova Scotia i Kanada till centrala Florida i USA och Mexikanska golfen.